# Les 8 Invincibles du kung fu
Pour plus de détails, voir Fiche technique et Distribution.
Les 8 Invincibles du kung fu est un film hongkongais réalisé par Lo Wei, sorti en 1971 au cinéma.
Premier film produit par la Golden Harvest, une compagnie fondée par des cadres de la Shaw Brothers ayant fait sécession, le film réunit un casting choral associant des stars confirmées ayant trahi Run Run Shaw (Paul Chang Chung, Tang Ching), une actrice issue du cinéma cantonais alors en pleine déliquescence (Shen Tien-sha), et deux jeunes actrices probablement prêtes à tout pour réussir (Mao Ying et Miao Ker-hsiu), qui feront ensuite carrière dans le cinéma hongkongais des années 1970.
Le film se classe à la neuvième position dans le classement des recettes des films hongkongais de 1971.

## Synopsis
Le général Hsiao Cheng-chun est la cible de mystérieux assassins dont les funestes desseins sont contrés par son entourage, notamment l'intendant Wan, son fidèle bras droit, ainsi que les jeunes Hai Tao, l'intendant en second, et mademoiselle Chiang, deux orphelins non apparentés qu'il a recueillis et élevés.
A mesure que se préciseront les identités et les motivations des huit invincibles éponymes, ces derniers devront parfois remettre en question leurs allégeances et leur certitudes en réponse à la mise en tension des lignes de faille de leurs identités plurielles et fracturées.

## Fiche technique
- Titre : The Invincible Eight
- Réalisation : Lo Wei
- Scénario : Lau Ta-wei, d'après un roman de Ni Kuang
- Chorégraphie : Han Ying-chieh, Chu Yuan-lung
- Musique : Wang Fu-ling
- Société de production : Golden Harvest
- Pays d'origine : Hong Kong
- Format : Couleurs - 2,35:1 - Mono - 35 mm
- Genre : wuxiapian
- Durée : 95 min
- Date de sortie : 1971 (HK), 1981 (France)

## Distribution
- Shen Tien-sha : Chiao Hsiu-ku "La Tornade" dite aussi "Le Vieux", une redoutable épéiste en surpoids
- Chang Chung : monsieur He, un justicier expert du jiang
- Tang Ching : Feng Yi-fei, dit "Visage-de-Fer", un redoutable épéiste
- Tien Shun : Lei Kuei, dit "Hache-Divine", un pratiquant en arts martiaux
- Han Ying-chieh : Hsiao Cheng-chun, un général victorieux, expert en arts martiaux
- Hsieh Hsieh : Hai Tao dit " Double-Sabre", intendant en second, un remarquable escrimeur
- Pai Ying : Wan Shun dit "La Main-aux-cent- Fleurs", l'intendant en chef, un expert en arts martiaux, spécialiste du fouet
- Li Kun : Chu Fu, un cuisinier
- Mao Ying : Kuei Chian-chin, une adepte du travestissement transgenre et des arts martiaux
- Miao Ker-hsiu : mademoiselle Chiang, une experte en arts martiaux
- Chu Yuan-lung : un fouetteur
- Tsang Choh-lam : un serveur dans l'auberge